# CADM3
Phân tử bám dính tế bào 3 (tiếng Anh: Cell adhesion molecule 3) là protein ở người được mã hóa bởi gen CADM3.
IGSF4B là protein đặc hiệu của não liên quan đến những phân tử bám dính liên tế bào không phụ thuộc calci như nectin (xem PVRL3; MIM 607147) (Kakunaga et al., 2005).